# Пол Челлуччі
Арджео Пол Челлуччі (англ. Argeo Paul Cellucci; 24 квітня 1948, Гадсон, Массачусетс — 8 червня 2013, там само) — американський політик-республіканець і дипломат. Він був віце-губернатором штату Массачусетс з 1993 по 1999 (в.о. губернатора з 1997 по 1999), а потім губернатором з 1999 по 2001 роки. Посол США у Канаді з 2001 по 2005.
Народився у італоамериканській сім'ї, отримав диплом юриста у Бостонському коледжі. У 1977 році він був обраний до Палати представників Массачусетса, а у 1985 — до Сенату штату.